# Amir Bukvić
Amir Bukvić (Sarajevo, 1951.) je bosanskohercegovački i hrvatski akademski glumac i dramatičar bošnjačkog podrijetla, otac Aide Bukvić redateljice i izvanredne profesorice na Akademiji dramskih umjetnosti u Zagrebu i Amara Bukvića glumca DK Gavella.

## Životopis
Diplomirao je glumu na Akademiji dramske umjetnosti u Zagrebu te potom postao članom HNK u Zagrebu. U više od 20 sezona odigrao je niz uloga. Autor je trinaest drama koje su izvođene, prevođene, nagrađivane i uvrštene u antologije. Do sada je objavio deset knjiga drama i tri romana. Piše scenarije za film i televiziju. Autor je nekoliko dokumentarnih filmova za strane producente koji su prikazivani i nagrađivani diljem svijeta. 
Na inicijativu Međunarodne zajednice i Veleposlanstva BiH u Zagrebu otvara prvi Kulturni centar Bosne i Hercegovine u svijetu, a 1994. imenovan je za direktorom Kulturnog centra u Zagrebu i kulturnim atašeom pri Veleposlanstvu BiH u Zagrebu. Početkom 2000. godine napušta diplomaciju i vraća se kazalištu i pisanju. Živi i radi u Zagrebu.
Njegov sin Amar istaknuti je hrvatski kazališni, televizijski i filmski glumac, a kći Aida Bukvić redateljica i izvanredna profesorica na Akademiji dramskih umjetnosti Zagreb.

## Djela

### Drame
- Stanovnici sna, "Mladost", Zagreb, 1983.
- Drame, "Svjetlost", Sarajevo, 1991. (objavljene drame: Stanovnici sna, Homo Novus, Nepredvidiv slučaj, Dan jednog leptira, Disident
- Dan jednog leptira, u Antologiji bošnjačke drame, izbor Gordana Muzaferija, "Alef", Sarajevo, 1996.
- Palača svjetlosti, "Svjetlost", Sarajevo, 2001.
- Aristotel u Bagdadu / Aristotle in Baghdad, prijevod na engleski Laura Gudim, Kulturno društvo Bošnjaka Hrvatske "Preporod", Zagreb, 2004.
- Djeca sa CNN-a, KDBH "Preporod" Zagreb, 2006.
- Šest drama, Bošnjačka nacionalna zajednica Hrvatske, Zagreb, 2007. (objavljene drame: Stanovnici sna, Homo Novus,Promjene, Djeca s CNN-a, Aristotel u Bagdadu, www.robijevportal.hr)
- Svemirsko putovanje Malog Princa, KDBH "Preporod", Zagreb, 2008. (Dvije drame za djecu i mlade sa sretnim završetkom: Svemirsko putovanje Malog princa, Mala sirena)
- Aristotele a Baghdad, prijevod na talijanski Ana Cecilia Prenz, "Mediterraneo", Trieste, 2009.
- Tko je srušio Berlinski zid, "Disput", Zagreb, 2010. U knjizi "Hrvatska drama 2009.
- Igra sjena, BZK "Preporod" Sarajevo, 2018
- Ljubavne priče BZK "Preporod" Sarajevo, 2020

### Romani
- Odgovor Malog Princa, "Mozaik knjiga", Zagreb, 2004.
- Aristotel u Bagdadu,  "Mozaik knjiga", Zagreb, 2006.
- Rastanak, KDBH "Preporod", Zagreb, 2010.

## Filmografija

### Televizijske uloge
- "Vrijeme ratno i poratno" (1975.)

### Filmske uloge
- "Dundo Maroje" kao Pjero (1981.) - TV-kazališna predstava
- "Sudite me" (1978.)
- "Karmine" (1978.)
- "Prijeđi rijeku ako možeš" (1977.)
- "Neka daleka svjetlost" (1968)

## Vanjske poveznice
- Amir Bukvić u internetskoj bazi filmova IMDb-u (engl.)